# Le Bosc (Hérault)
Pour les articles homonymes, voir Le Bosc.
Le Bosc (en occitan Lo Bòsc) est une commune française située dans le nord du département de l'Hérault, en région Occitanie.
Exposée à un climat méditerranéen, elle est drainée par la Lergue, la Marguerite, le Maro, le Salagou, la Bouire, la Garelle, le Merdanson, le Roubieu, le ruisseau de Rivernoux, le ruisseau de Rivièral et par un autre cours d'eau. La commune possède un patrimoine naturel remarquable : un site Natura 2000 (« le Salagou ») et six zones naturelles d'intérêt écologique, faunistique et floristique.
Le Bosc est une commune rurale qui compte 1 406 habitants en 2022, après avoir connu une forte hausse de la population depuis 1975.  Elle fait partie de l'aire d'attraction de Montpellier. Ses habitants sont appelés les Boscois ou  Boscoises.

## Géographie

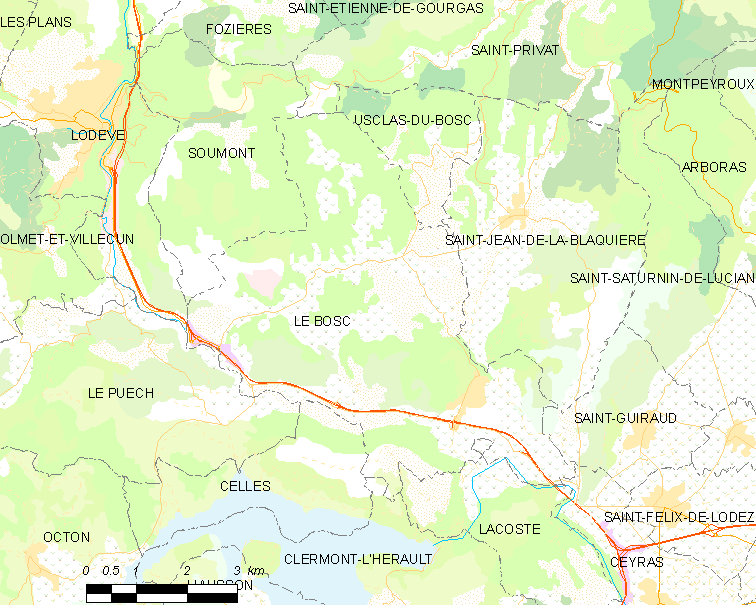
Carte

La commune regroupe, outre le village fortifié du Bosc, 11 villages ou hameaux : Salelles, Saint-Martin, Saint-Julien, Saint-Fréchoux, le Viala, Laulo, Loiras, Saint-Alban, Mas Lavayre, le Bosc et Cartels.

### Communes limitrophes
| Soumont           | Saint-Privat                        | Usclas-du-Bosc                            |
| Olmet-et-Villecun | du Bosc                             | Saint-Jean-de-la-Blaquière, Saint-Guiraud |
| Le Puech          | Celles, Clermont-l'Hérault, Lacoste | Ceyras                                    |

### Climat
Pour des articles plus généraux, voir Climat de l'Occitanie et Climat de l'Hérault.
En 2010, le climat de la commune est de type climat méditerranéen franc, selon une étude s'appuyant sur une série de données couvrant la période 1971-2000. En 2020, Météo-France publie une typologie des climats de la France métropolitaine dans laquelle la commune est exposée à un climat méditerranéen et est dans la région climatique  Provence, Languedoc-Roussillon, caractérisée par une pluviométrie faible en été, un très bon ensoleillement (2 600 h/an), un été chaud (21,5 °C), un air très sec en été, sec en toutes saisons, des vents forts (fréquence de 40 à 50 % de vents > 5 m/s) et peu de brouillards.
Pour la période 1971-2000, la température annuelle moyenne est de 14,2 °C, avec une amplitude thermique annuelle de 16,2 °C. Le cumul annuel moyen de précipitations est de 976 mm, avec 7,6 jours de précipitations en janvier et 3,1 jours en juillet. Pour la période 1991-2020, la température moyenne annuelle observée sur la station météorologique la plus proche, située sur la commune de Soumont à 3,94 km à vol d'oiseau, est de 15,0 °C et le cumul annuel moyen de précipitations est de 968,5 mm,. Pour l'avenir, les paramètres climatiques de la commune estimés pour 2050 selon différents scénarios d'émission de gaz à effet de serre sont consultables sur un site dédié publié par Météo-France en novembre 2022.

### Milieux naturels et biodiversité

#### Réseau Natura 2000

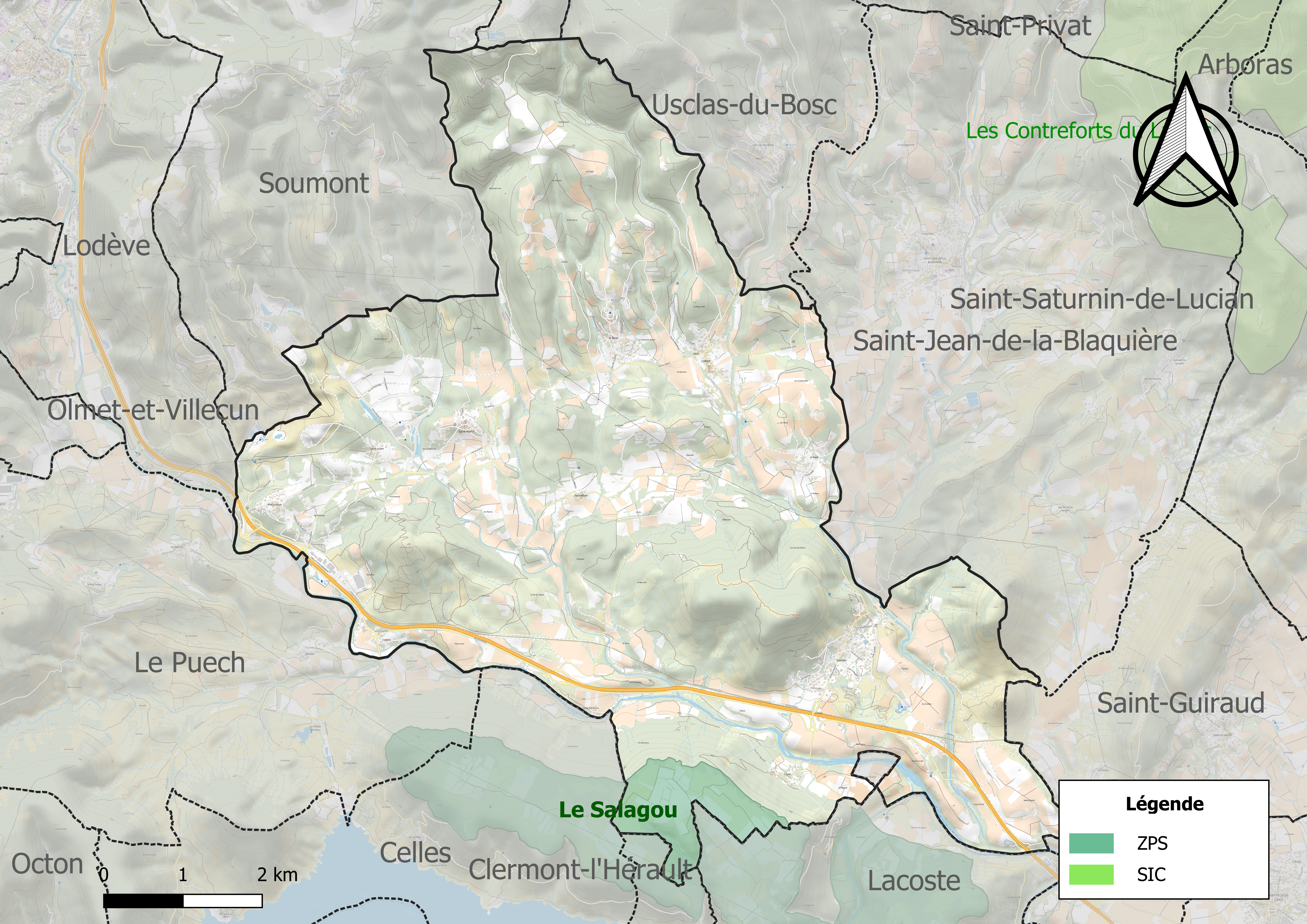
Sites Natura 2000 sur le territoire communal.

Le réseau Natura 2000 est un réseau écologique européen de sites naturels d'intérêt écologique élaboré à partir des directives habitats et oiseaux, constitué de zones spéciales de conservation (ZSC) et de zones de protection spéciale (ZPS).
Un site Natura 2000 a été défini sur la commune au titre  de la directive oiseaux : 0, d'une superficie de 12 794 ha, effectuant la transition entre la plaine languedocienne et les premiers contreforts de la Montagne Noire et du Larzac. Outre l'aigle de Bonelli, trois autres espèces d'oiseaux ont également été prises en compte dans la délimitation de la ZPS, l'Outarde canepetière, le Blongios nain et le Busard cendré.

#### Zones naturelles d'intérêt écologique, faunistique et floristique
L’inventaire des zones naturelles d'intérêt écologique, faunistique et floristique (ZNIEFF) a pour objectif de réaliser une couverture des zones les plus intéressantes sur le plan écologique, essentiellement dans la perspective d’améliorer la connaissance du patrimoine naturel national et de fournir aux différents décideurs un outil d’aide à la prise en compte de l’environnement dans l’aménagement du territoire.
Trois ZNIEFF de type 1 sont recensées sur la commune :
- les « bois de Maret et de la Bruyère d'Usclas » (249 ha), couvrant 4 communes du département[12] ;
- les « plateaux de l'Auverne et du puech Rouch » (800 ha), couvrant 5 communes du département[13],
- la « vallée de la Lergue » (225 ha), couvrant 8 communes du département[14] ;

et trois ZNIEFF de type 2, : 
- le « bassin du Salagou » (8 089 ha), couvrant 12 communes du département[15] ;
- le « causse et contreforts du Larzac et montagne de la Séranne » (44 035 ha), couvrant 33 communes dont une dans l'Aveyron, deux dans le Gard et 30 dans l'Hérault[16] ;
- le « cours moyen de l'Hérault et de la Lergue » (976 ha), couvrant 22 communes du département[17].

Carte des ZNIEFF de type 1 et 2 au Bosc.
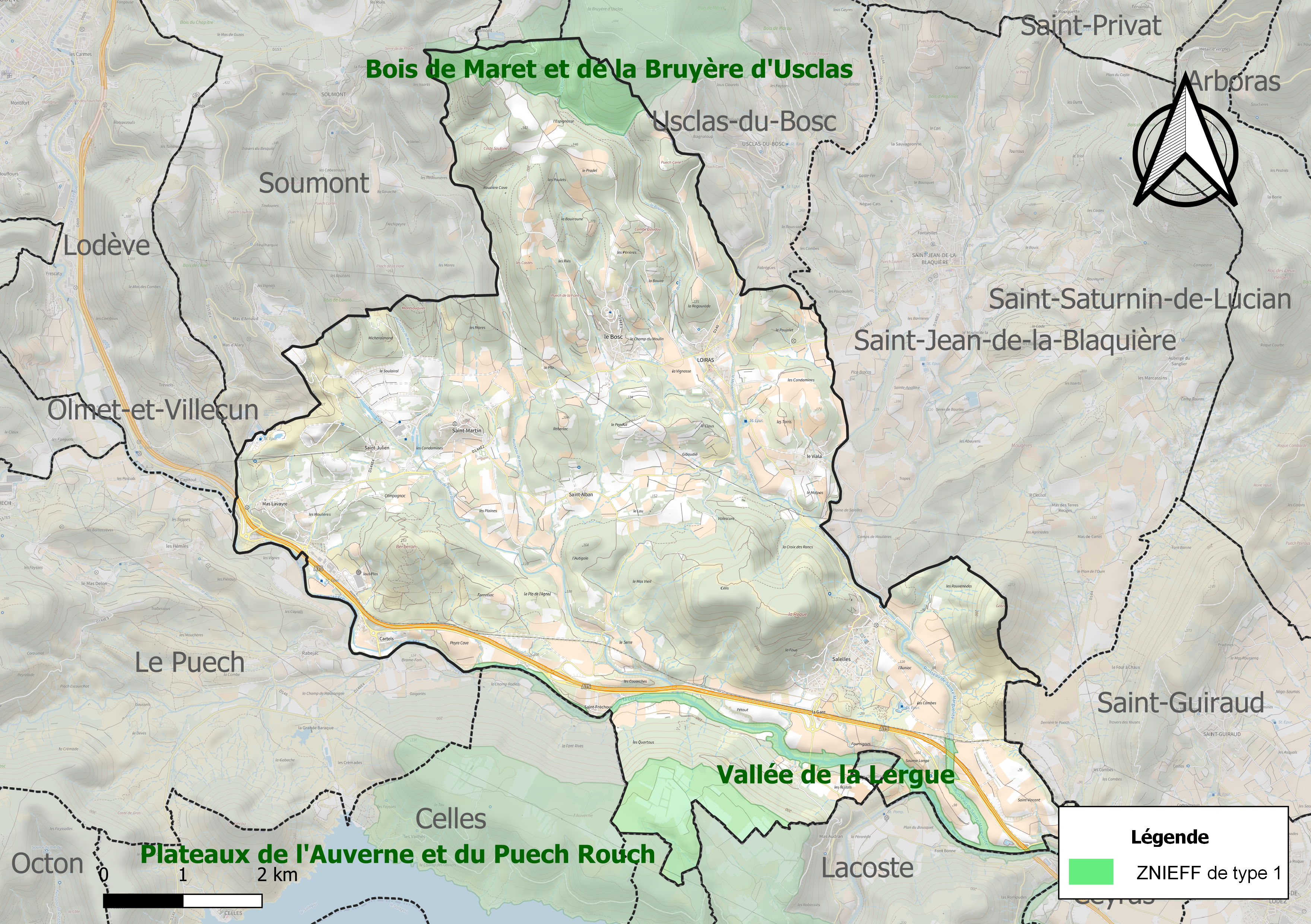
Carte des ZNIEFF de type 1 sur la commune.
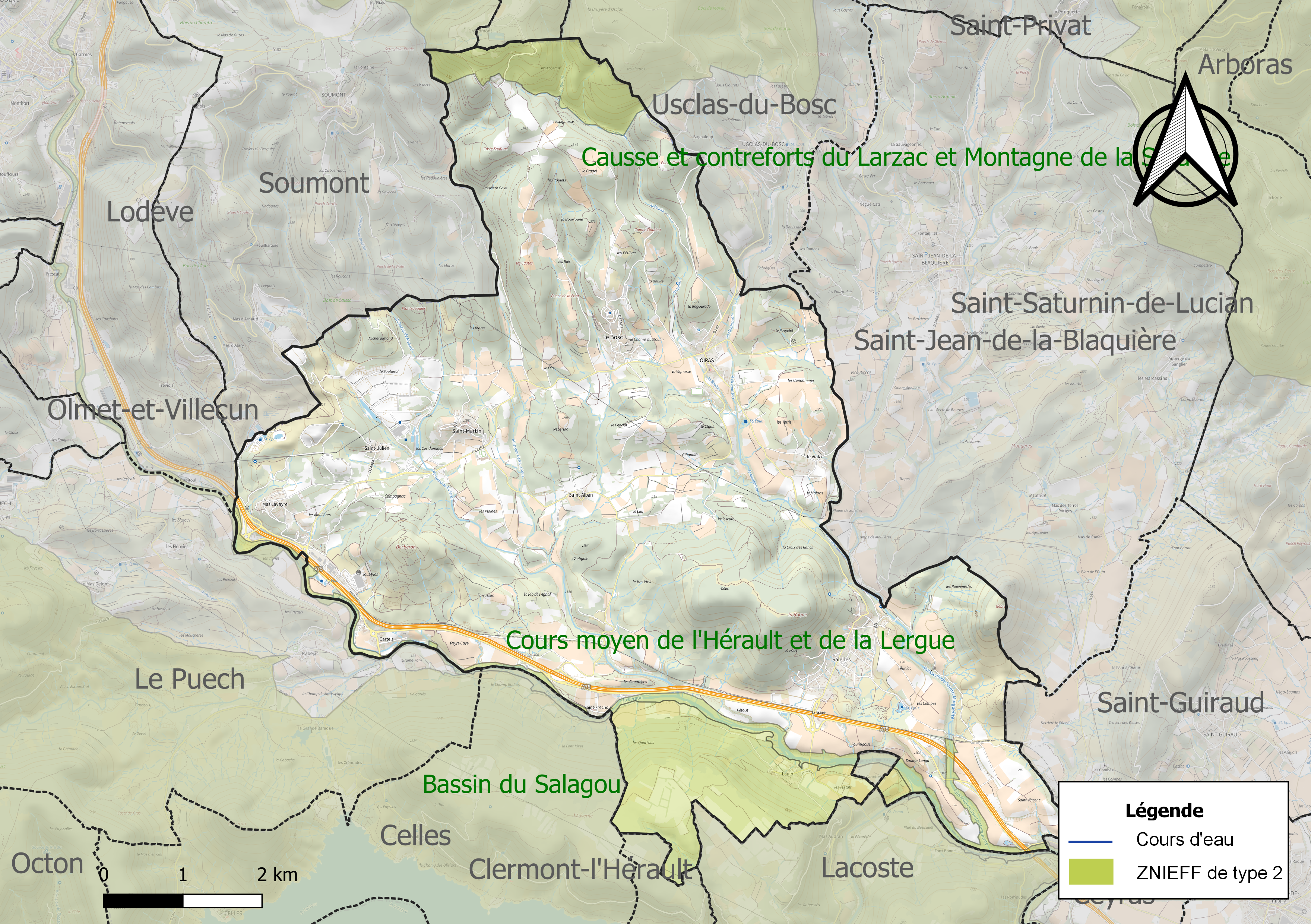
Carte des ZNIEFF de type 2 sur la commune.

## Urbanisme

### Typologie
Au 1er janvier 2024, Le Bosc est catégorisée commune rurale à habitat dispersé, selon la nouvelle grille communale de densité à sept niveaux définie par l'Insee en 2022.
Elle est située hors unité urbaine. Par ailleurs la commune fait partie de l'aire d'attraction de Montpellier, dont elle est une commune de la couronne,. Cette aire, qui regroupe 161 communes, est catégorisée dans les aires de 700 000 habitants ou plus (hors Paris),.

### Occupation des sols
L'occupation des sols de la commune, telle qu'elle ressort de la base de données européenne d’occupation biophysique des sols Corine Land Cover (CLC), est marquée par l'importance des forêts et milieux semi-naturels (48,1 % en 2018), en augmentation par rapport à 1990 (46,7 %). La répartition détaillée en 2018 est la suivante : 
forêts (35,5 %), cultures permanentes (32,1 %), zones agricoles hétérogènes (13,7 %), milieux à végétation arbustive et/ou herbacée (11,6 %), zones industrielles ou commerciales et réseaux de communication (2,4 %), prairies (2,2 %), zones urbanisées (1,5 %), espaces ouverts, sans ou avec peu de végétation (1 %). L'évolution de l’occupation des sols de la commune et de ses infrastructures peut être observée sur les différentes représentations cartographiques du territoire : la carte de Cassini (XVIIIe siècle), la carte d'état-major (1820-1866) et les cartes ou photos aériennes de l'IGN pour la période actuelle (1950 à aujourd'hui).

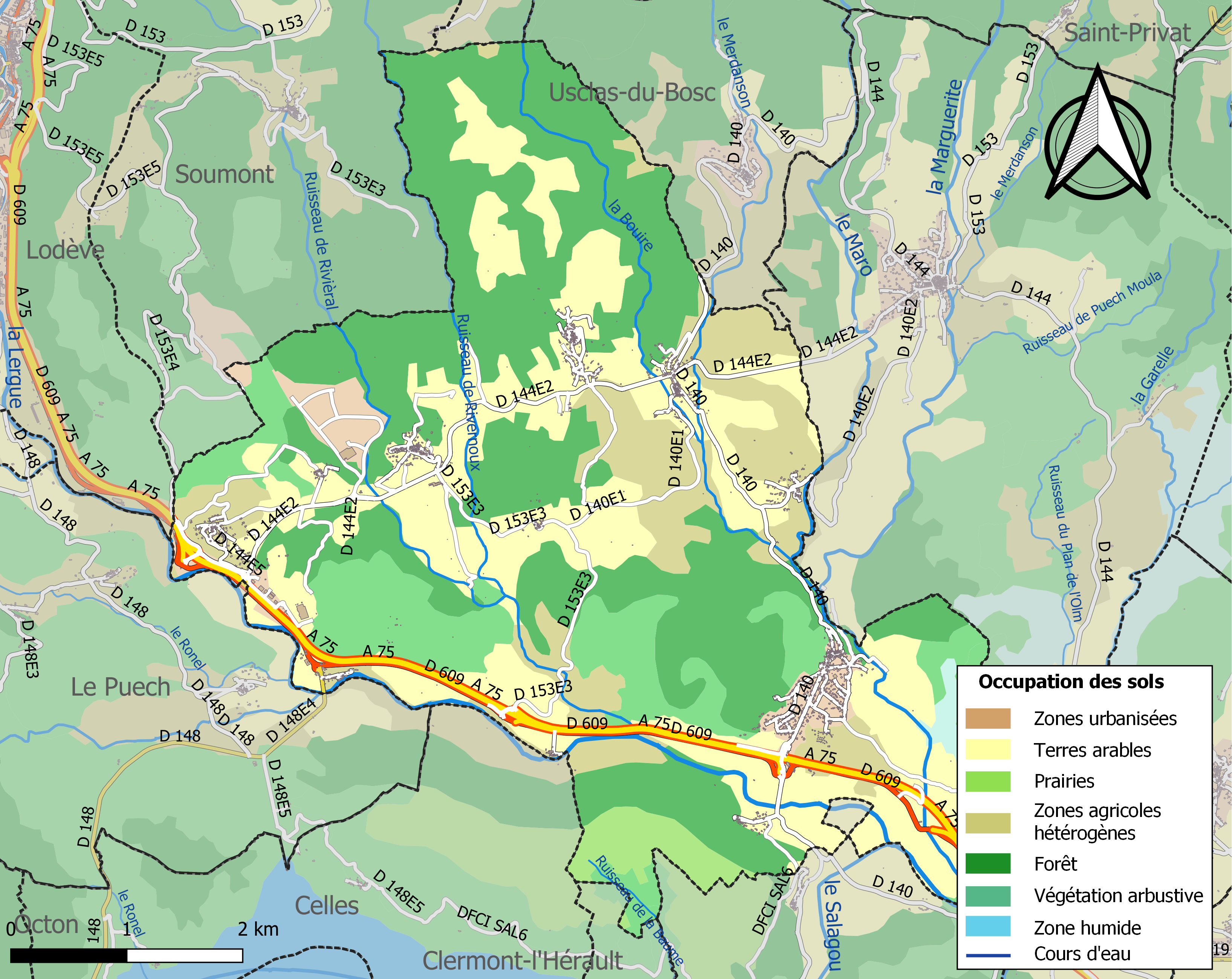
Carte des infrastructures et de l'occupation des sols de la commune en 2018 (CLC).

### Risques majeurs
Le territoire de la commune du Bosc est vulnérable à différents aléas naturels : météorologiques (tempête, orage, neige, grand froid, canicule ou sécheresse), inondations, feux de forêts et séisme (sismicité très faible). Il est également exposé à deux risques technologiques,  le transport de matières dangereuses et la rupture d'un barrage, et à deux risques particuliers : le risque minier et le risque de radon. Un site publié par le BRGM permet d'évaluer simplement et rapidement les risques d'un bien localisé soit par son adresse soit par le numéro de sa parcelle.

#### Risques naturels
Certaines parties du territoire communal sont susceptibles d’être affectées par le risque d’inondation par débordement de cours d'eau, notamment la Lergue, le Salagou, la Marguerite et le Maro. La commune a été reconnue en état de catastrophe naturelle au titre des dommages causés par les inondations et coulées de boue survenues en 1982, 1992, 1995, 2003, 2006, 2014 et 2015,.
Le Bosc est exposée au risque de feu de forêt. Un plan départemental de protection des forêts contre les incendies (PDPFCI) a été approuvé en juin 2013 et court jusqu'en 2022, où il doit être renouvelé. Les mesures individuelles de prévention contre les incendies sont précisées par deux arrêtés préfectoraux et s’appliquent dans les zones exposées aux incendies de forêt et à moins de 200 mètres de celles-ci. L’arrêté du 25 avril 2002 réglemente l'emploi du feu en interdisant notamment d’apporter du feu, de fumer et de jeter des mégots de cigarette dans les espaces sensibles et sur les voies qui les traversent sous peine de sanctions. L'arrêté du 11 mars 2013 rend le débroussaillement obligatoire, incombant au propriétaire ou ayant droit,.

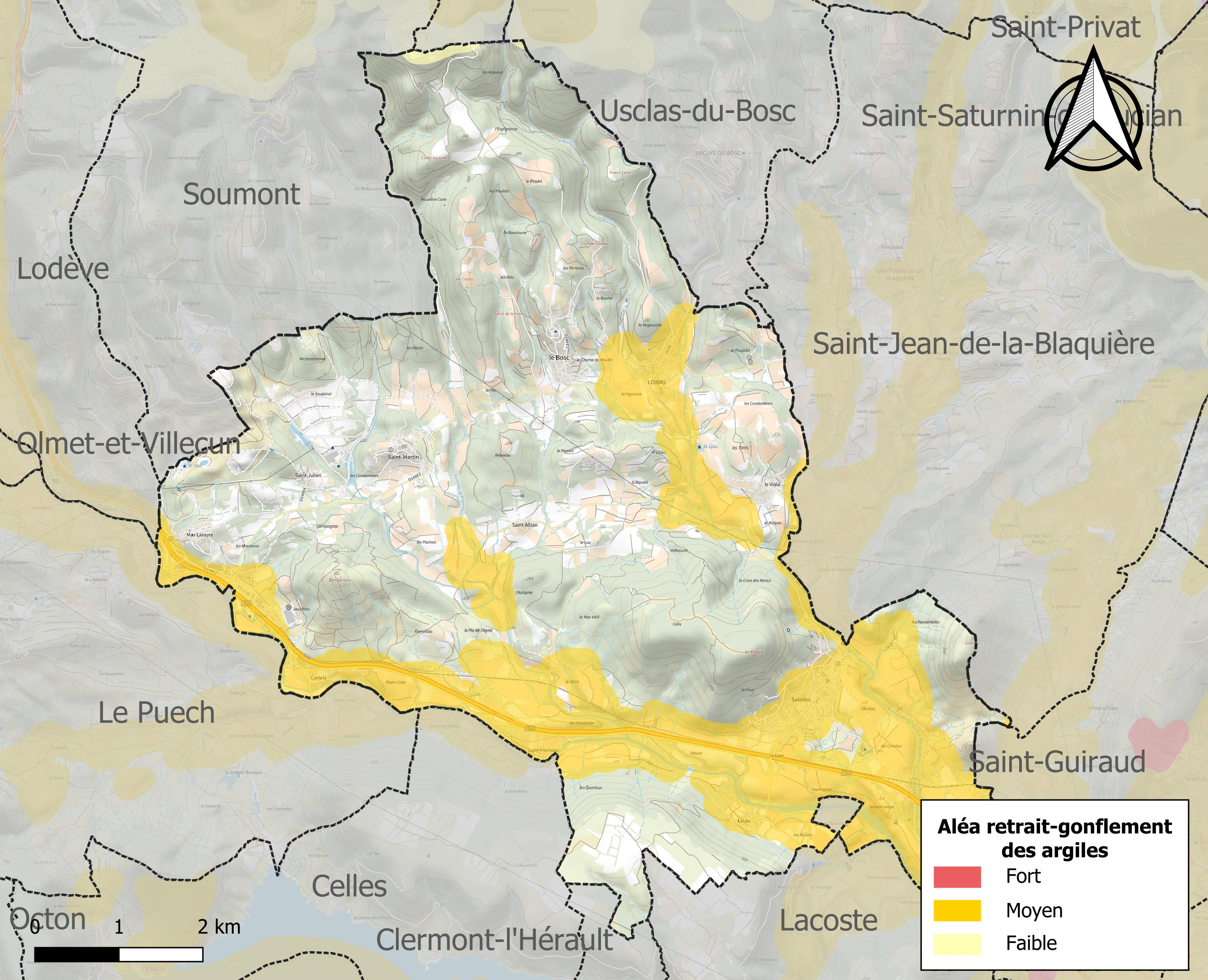
Carte des zones d'aléa retrait-gonflement des sols argileux du Bosc.

Le retrait-gonflement des sols argileux est susceptible d'engendrer des dommages importants aux bâtiments en cas d’alternance de périodes de sécheresse et de pluie. 28,9 % de la superficie communale est en aléa moyen ou fort (59,3 % au niveau départemental et 48,5 % au niveau national). Sur les 668 bâtiments dénombrés sur la commune en 2019, 324 sont en aléa moyen ou fort, soit 49 %, à comparer aux 85 % au niveau départemental et 54 % au niveau national. Une cartographie de l'exposition du territoire national au retrait gonflement des sols argileux est disponible sur le site du BRGM,.
Par ailleurs, afin de mieux appréhender le risque d’affaissement de terrain, l'inventaire national des cavités souterraines permet de localiser celles situées sur la commune.

#### Risques technologiques
Le risque de transport de matières dangereuses sur la commune est lié à sa traversée par des infrastructures routières ou ferroviaires importantes ou la présence d'une canalisation de transport d'hydrocarbures. Un accident se produisant sur de telles infrastructures est susceptible d’avoir des effets graves sur les biens, les personnes ou l'environnement, selon la nature du matériau transporté. Des dispositions d’urbanisme peuvent être préconisées en conséquence.
La commune est en outre située en aval du Barrage du Salagou, un ouvrage de classe A sur le Salagou, mis en service en 1968 et disposant d'une retenue de 102 millions de mètres cubes. À ce titre elle est susceptible d’être touchée par l’onde de submersion consécutive à la rupture de cet ouvrage.

#### Risque particulier
L’étude Scanning de Géodéris réalisée en 2008 a établi pour le département de l’Hérault une identification rapide des zones de risques miniers liés à l’instabilité des terrains.  Elle a été complétée en 2015 par une étude approfondie sur les anciennes exploitations minières du bassin houiller de Graissessac et du district polymétallique de Villecelle. La commune est ainsi concernée par le risque minier, principalement lié à l’évolution des cavités souterraines laissées à l’abandon et sans entretien après l’exploitation des mines.
Dans plusieurs parties du territoire national, le radon, accumulé dans certains logements ou autres locaux, peut constituer une source significative d’exposition de la population aux rayonnements ionisants. Certaines communes du département sont concernées par le risque radon à un niveau plus ou moins élevé. Selon la classification de 2018, la commune du Bosc est classée en zone 3, à savoir zone à potentiel radon significatif.

## Toponymie
En occitan, le mot bosc signifie « bois, forêt ».

## Histoire
De nombreux sites préhistoriques ont été retrouvés par le Groupe archéologique lodévois. Un des plus grands dolmens de la région se trouve sur la commune.
Cette commune de piémont était sur le passage d’une voie romaine reliant Nîmes à Lodève. Elle est donc riche en vestiges gallo-romains dont l’un des plus importants du Ier siècle a été fouillé en 1967 par l’abbé Maistre et son équipe. Un important mobilier archéologique a ainsi été exhumé, dont plus de 400 récipients reconstituables. Une partie de ces objets est visible au musée de Lodève.
Au XVe siècle, c’est une branche des Guilhem, les Clermont-Négri, qui achète la seigneurie du Bosc. D’importants vestiges de fortifications sont encore visibles : l’enceinte, deux tours et une porte (XIIe siècle).
Entre 1790 et 1794, la commune absorbe les communes voisines de  Saint-Frichoux, Saint-Alban et Le Bosc-d'Avoiras.

Celles-ci, au cours de la Révolution française, portèrent provisoirement des noms révolutionnaires :
- Combe-de-Cergues pour Saint-Frichoux[32].

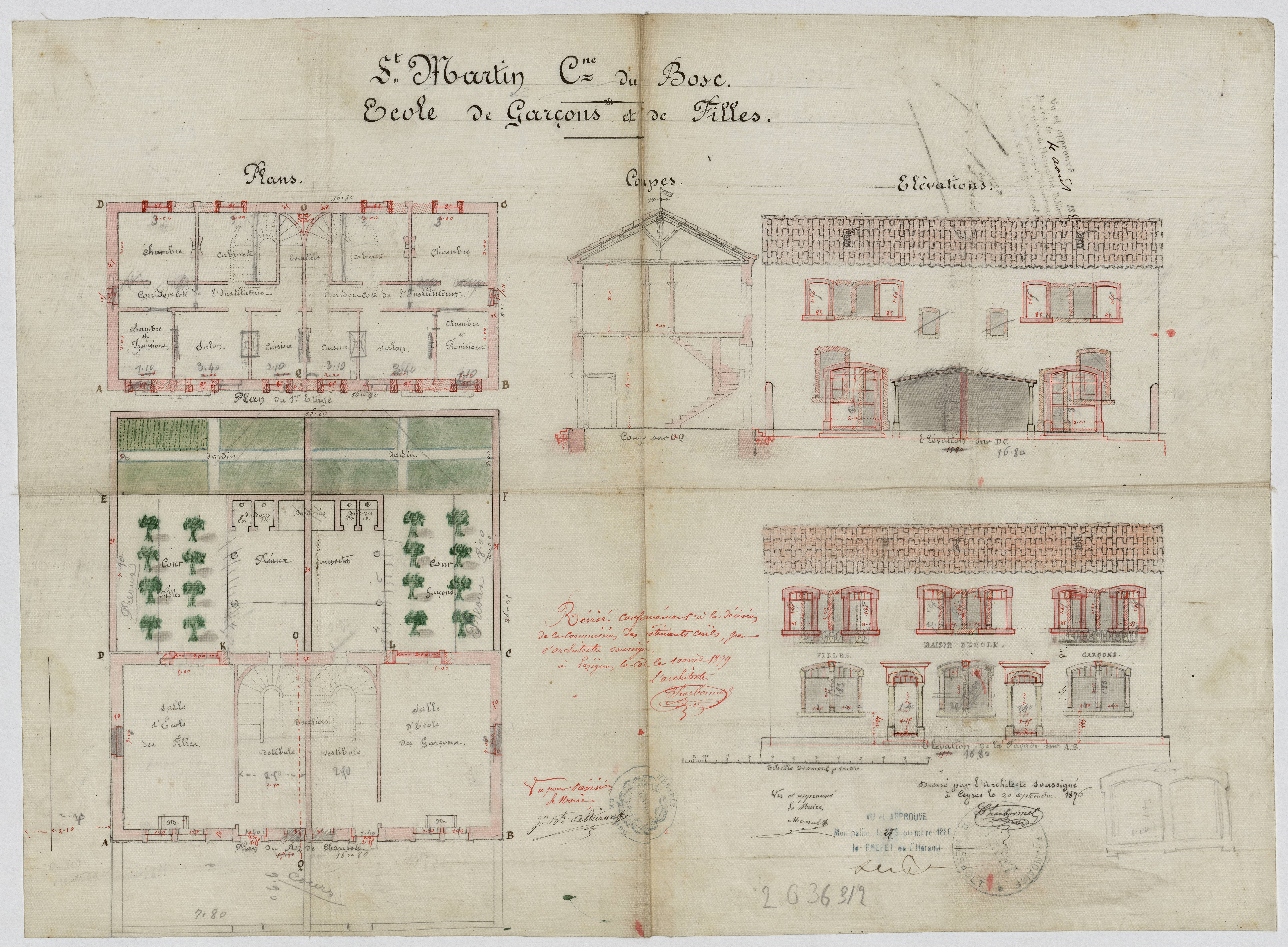
Plan de l'école de garçons et de filles du hameau de Saint-Martin de 1876

- Ruberlac pour Saint-Alban[33].
- Ruyernous pour Le Bosc-d'Avoiras[34].

## Politique et administration

### Tendances politiques et résultats
Les résultats électoraux présentés dans le tableau ci-dessous démontrent une surreprésentation de la gauche radicale et surtout de l'extrême-droite au sein de la commune, par rapport au niveau national, au détriment des forces plus centrales.
| Scrutin             | Scrutin             | 1er tour | 1er tour | 1er tour | 1er tour | 1er tour    | 1er tour | 1er tour | 1er tour   | 1er tour | 1er tour | 1er tour   | 1er tour | 2d tour | 2d tour | 2d tour | 2d tour | 2d tour | 2d tour |
| Scrutin             | Scrutin             | 1er      | 1er      | %        | 2e       | 2e          | %        | 3e       | 3e         | %        | 4e       | 4e         | %        | 1er     | 1er     | %       | 2e      | 2e      | %       |
| ------------------- | ------------------- | -------- | -------- | -------- | -------- | ----------- | -------- | -------- | ---------- | -------- | -------- | ---------- | -------- | ------- | ------- | ------- | ------- | ------- | ------- |
| Présidentielle 2017 | Présidentielle 2017 |          | FN       | 27,30    |          | LFI         | 23,10    |          | EM         | 19,49    |          | LR         | 17,15    |         | EM      | 53,25   |         | FN      | 46,75   |
| Présidentielle 2022 | Présidentielle 2022 |          | RN       | 27,96    |          | LFI         | 25,00    |          | LREM       | 18,53    |          | REC        | 8,22     |         | RN      | 52,89   |         | LREM    | 47,11   |
| Législatives 2022   | 4e                  |          | RN       | 28,55    |          | LFI (NUPES) | 25,22    |          | LREM (ENS) | 17,34    |          | PS (diss.) | 10,68    |         | RN      | 56,97   |         | LFI     | 43,03   |
| Législatives 2024   | 4e                  |          | RN       | 45,22    |          | LFI (NFP)   | 30,46    |          | HOR (ENS)  | 20,78    |          | REC        | 2,60     |         | RN      | 54,00   |         | LFI     | 46,00   |

### Liste des maires
| Période   | Période   | Identité       | Étiquette     | Qualité                                                                    |
| --------- | --------- | -------------- | ------------- | -------------------------------------------------------------------------- |
| 1947      | 1948      | Louis Alteirac |               |                                                                            |
| 1948      | 1965      | Justin Vaille  |               |                                                                            |
| 1965      | 1989      | Jules Bral     |               |                                                                            |
| 1989      | mars 2001 | Lucette Bellet |               |                                                                            |
| mars 2001 | 2021      | Daniel Guibal  | PRG puis LREM | Démissionnaire, il est remplacé par son 1er adjoint Jérôme Valat en 2021,. |
| 2021      | En cours  | Jérôme Valat   |               |                                                                            |

## Démographie
L'évolution du nombre d'habitants est connue à travers les recensements de la population effectués dans la commune depuis 1793. Pour les communes de moins de 10 000 habitants, une enquête de recensement portant sur toute la population est réalisée tous les cinq ans, les populations de référence des années intermédiaires étant quant à elles estimées par interpolation ou extrapolation. Pour la commune, le premier recensement exhaustif entrant dans le cadre du nouveau dispositif a été réalisé en 2008.

En 2022, la commune comptait 1 406 habitants, en évolution de +5,16 % par rapport à 2016 (Hérault : +7,49 %, France hors Mayotte : +2,11 %).
| 1793 | 1800 | 1806 | 1821 | 1831 | 1836 | 1841 | 1846 | 1851 |
| ---- | ---- | ---- | ---- | ---- | ---- | ---- | ---- | ---- |
| 714  | 749  | 686  | 764  | 729  | 770  | 766  | 761  | 761  |

| 1856 | 1861 | 1866 | 1872 | 1876 | 1881 | 1886 | 1891 | 1896 |
| ---- | ---- | ---- | ---- | ---- | ---- | ---- | ---- | ---- |
| 818  | 819  | 825  | 776  | 779  | 715  | 648  | 656  | 614  |

| 1901 | 1906 | 1911 | 1921 | 1926 | 1931 | 1936 | 1946 | 1954 |
| ---- | ---- | ---- | ---- | ---- | ---- | ---- | ---- | ---- |
| 642  | 749  | 691  | 665  | 553  | 640  | 622  | 586  | 613  |

| 1962 | 1968 | 1975 | 1982 | 1990 | 1999 | 2006  | 2008  | 2013  |
| ---- | ---- | ---- | ---- | ---- | ---- | ----- | ----- | ----- |
| 634  | 658  | 587  | 651  | 679  | 739  | 1 046 | 1 134 | 1 307 |

| 2018  | 2022  | - | - | - | - | - | - | - |
| ----- | ----- | - | - | - | - | - | - | - |
| 1 353 | 1 406 | - | - | - | - | - | - | - |

## Économie

### Revenus
En 2018, la commune compte 610 ménages fiscaux, regroupant 1 429 personnes. La médiane du revenu disponible par unité de consommation est de 20 200 € (20 330 € dans le département).

### Emploi
|                | 2008   | 2013   | 2018  |
| -------------- | ------ | ------ | ----- |
| Commune        | 7,4 %  | 10,2 % | 9,6 % |
| Département    | 10,1 % | 11,9 % | 12 %  |
| France entière | 8,3 %  | 10 %   | 10 %  |

En 2018, la population âgée de 15 à 64 ans s'élève à 813 personnes, parmi lesquelles on compte 78,6 % d'actifs (69 % ayant un emploi et 9,6 % de chômeurs) et 21,4 % d'inactifs,. Depuis 2008, le taux de chômage communal (au sens du recensement) des 15-64 ans est inférieur à celui de la France et du département.
La commune fait partie de la couronne de l'aire d'attraction de Montpellier, du fait qu'au moins 15 % des actifs travaillent dans le pôle,. Elle compte 280 emplois en 2018, contre 317 en 2013 et 240 en 2008. Le nombre d'actifs ayant un emploi résidant dans la commune est de 567, soit un indicateur de concentration d'emploi de 49,4 % et un taux d'activité parmi les 15 ans ou plus de 59,1 %.
Sur ces 567 actifs de 15 ans ou plus ayant un emploi, 115 travaillent dans la commune, soit 20 % des habitants. Pour se rendre au travail, 92,4 % des habitants utilisent un véhicule personnel ou de fonction à quatre roues, 2,5 % les transports en commun, 1,6 % s'y rendent en deux-roues, à vélo ou à pied et 3,5 % n'ont pas besoin de transport (travail au domicile).

### Activités hors agriculture

#### Secteurs d'activités
138 établissements sont implantés  au Bosc au 31 décembre 2019. Le tableau ci-dessous en détaille le nombre par secteur d'activité et compare les ratios avec ceux du département,.
| Secteur d'activité                                                                                        | Commune | Commune | Département |
| Secteur d'activité                                                                                        | Nombre  | %       | %           |
| --- | ------- | ------- | ----------- |
| Ensemble                                                                                                  | 138     | 100 %   | (100 %)     |
| Industrie manufacturière, industries extractives et autres                                                | 20      | 14,5 %  | (6,7 %)     |
| Construction                                                                                              | 25      | 18,1 %  | (14,1 %)    |
| Commerce de gros et de détail, transports, hébergement et restauration                                    | 39      | 28,3 %  | (28 %)      |
| Information et communication                                                                              | 1       | 0,7 %   | (3,3 %)     |
| Activités financières et d'assurance                                                                      | 3       | 2,2 %   | (3,2 %)     |
| Activités immobilières                                                                                    | 3       | 2,2 %   | (5,3 %)     |
| Activités spécialisées, scientifiques et techniques et activités de services administratifs et de soutien | 23      | 16,7 %  | (17,1 %)    |
| Administration publique, enseignement, santé humaine et action sociale                                    | 10      | 7,2 %   | (14,2 %)    |
| Autres activités de services                                                                              | 14      | 10,1 %  | (8,1 %)     |

Le secteur du commerce de gros et de détail, des transports, de l'hébergement et de la restauration est prépondérant sur la commune puisqu'il représente 28,3 % du nombre total d'établissements de la commune (39 sur les 138 entreprises implantées  au Le Bosc), contre 28 % au niveau départemental.

#### Entreprises et commerces
Un parc photovoltaïque de 16 hectares établi sur le territoire communal et celui de la commune voisine de Soumont doit voir le jour en juillet 2014 et fournir 9,2 mégawatts-crête.

### Agriculture
La commune est dans le « Soubergues », une petite région agricole occupant le nord-est du département de l'Hérault. En 2020, l'orientation technico-économique de l'agriculture  sur la commune est la viticulture.
|               | 1988 | 2000 | 2010 | 2020 |
| ------------- | ---- | ---- | ---- | ---- |
| Exploitations | 92   | 75   | 57   | 39   |
| SAU (ha)      | 814  | 807  | 583  | 465  |

Le nombre d'exploitations agricoles en activité et ayant leur siège dans la commune est passé de 92 lors du recensement agricole de 1988  à 75 en 2000 puis à 57 en 2010 et enfin à 39 en 2020, soit une baisse de 58 % en 32 ans. Le même mouvement est observé à l'échelle du département qui a perdu pendant cette période 67 % de ses exploitations,. La surface agricole utilisée sur la commune a également diminué, passant de 814 ha en 1988 à 465 ha en 2020. Parallèlement la surface agricole utilisée moyenne par exploitation a augmenté, passant de 9 à 12 ha.

## Culture locale et patrimoine

### Lieux et monuments

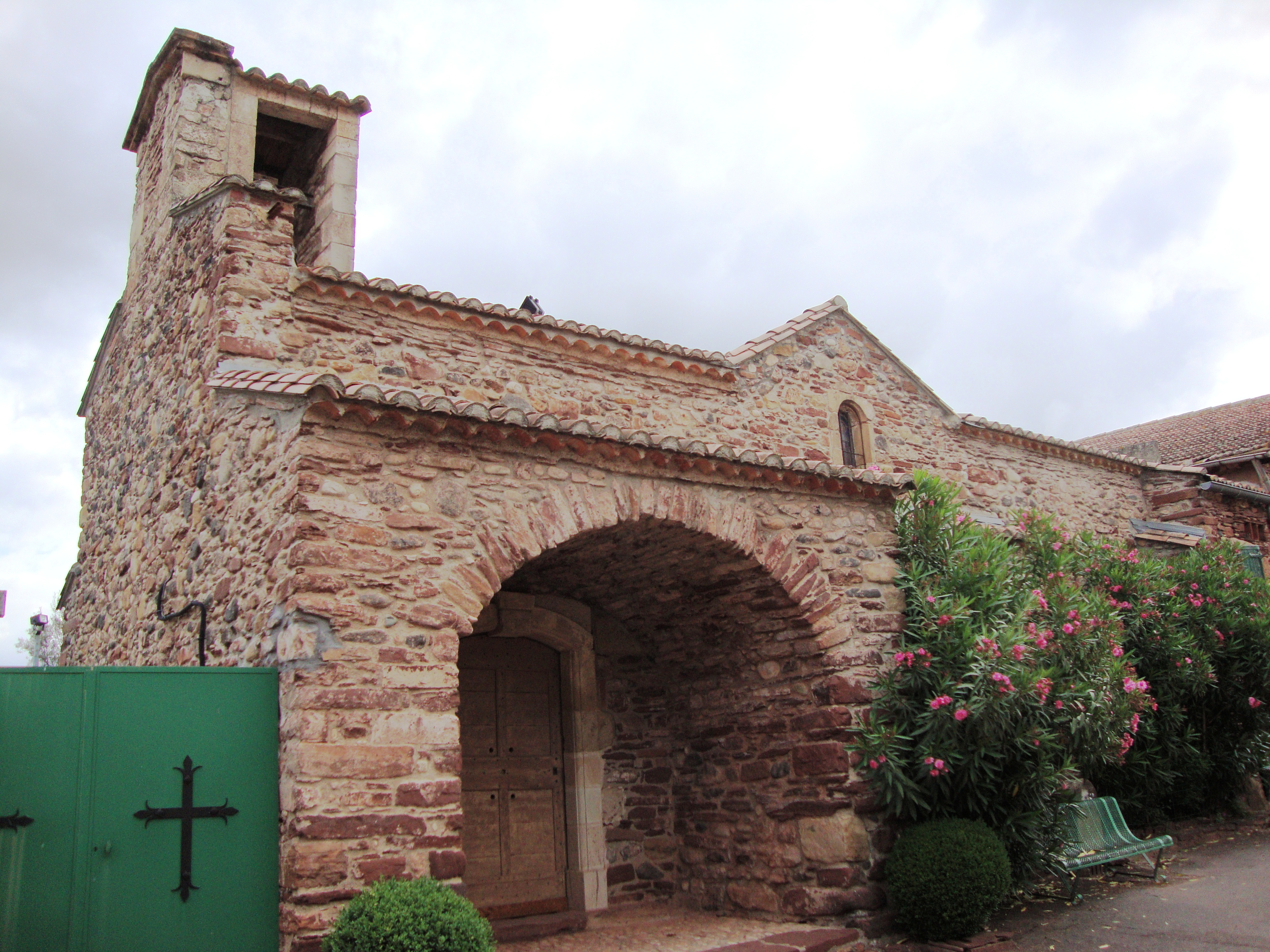
L'église Saint-Fructueux du hameau de Saint-Fréchoux.

Plusieurs monuments sont inscrits à l'Inventaire général du patrimoine culturel :
- Fortifications du Bosc (enceinte dont il reste des vestiges de courtine, d'une porte et deux tours pouvant dater du XIIe siècle).
- Plusieurs fermes et maisons au village du Bosc ou aux hameaux de Saint-Julien, Saint-Martin, Loiras, Mas Lavayre ou Salelles.
- Église Saint-Pierre au hameau de Loiras. L'édifice est référencé dans la base Mérimée et à l'Inventaire général Région Occitanie[51].
- Ancienne église Saint-Pierre de Loiras.
- Église Saint-Vincent-de-Saragosse de Sallèles-du-Bosc au hameau de Salelles. L'édifice est référencé dans la base Mérimée et à l'Inventaire général Région Occitanie[52].
- Église Saint-Martin de Saint-Martin et presbytère au hameau de Saint-Martin. L'édifice est référencé dans la base Mérimée et à l'Inventaire général Région Occitanie[53].
- Église Saint-Fructueux de Saint-Fréchoux au hameau de Saint-Fréchoux. L'édifice est référencé dans la base Mérimée et à l'Inventaire général Région Occitanie[54].
- Plusieurs croix de chemin.
- Pont sur la Lergue du milieu du XVIIIe siècle.
- Dolmen au lieu-dit le Pigeonnier de Sallèles.

### Fonds d'archives
- Fonds : Archives communales du Bosc (1308-1876) [1,69 ml].  Cote : 36 EDT. Montpellier : Archives départementales de l'Hérault (présentation en ligne).